# 秦岭四宝科学公园
秦岭四宝科学公园是位於中華人民共和國陝西省西安市周至县的一座公園，面積420亩。公園內有大熊猫、朱鹮、金丝猴、羚牛四種動物。公園前身是2018年6月13日成立的秦岭大熊猫研究中心（陕西省珍稀野生动物救护基地）。公園於2021年5月28日試運營。